# Common Law (Fernsehserie, 2012)
Common Law ist eine US-amerikanische Dramedy-Fernsehserie von Marianne und Cormac Wibberley, die von 2011 bis 2012 für den Sender USA Network produziert wurde und zwischen dem 11. Mai 2012 und dem 10. August 2012 auf diesem ausgestrahlt wurde. Die Serie umfasst eine Staffel mit zwölf Episoden.

## Handlung
In der Serie geht es um zwei Detectives des Los Angeles Police Department, Travis Marks und Wes Mitchell, die sich gegenseitig nicht ertragen können. Die ständigen Streitereien zwischen den beiden Partnern veranlassen ihren Vorgesetzten, Captain Mike Sutton, sie zu der Paartherapeutin Dr. Emma Ryan zu schicken, in der Hoffnung, eine Lösung der Situation zu finden.

## Figuren
Travis Marks
LAPD Detective Travis Marks, zugeordnet der LAPD Mordkommission, wuchs in mehreren Pflegefamilien auf, von einem Pflegebruder wird er T-Bone genannt. Travis ist ein Frauenheld und flirtet auch während der Arbeit.
Wesley „Wes“ Mitchell
LAPD Detective Wesley „Wes“ Mitchell, zugeordnet der LAPD Mordkommission, ist geschieden und arbeitete früher als Rechtsanwalt. Nach einem Zwischenfall mit seinem Partner – er richtete eine Waffe auf Travis – wurden beide zu einer Paartherapie geschickt.
Mike Sutton
Captain Mike Sutton, kommandierender Offizier der LAPD Mordkommission, ist Travis’ und Wes’ Vorgesetzter, der das Duo zu den Therapiesitzungen von Dr. Emma Ryan schickte.
Dr. Emma Ryan
Dr. Emma Ryan ist die Paartherapeutin von Travis und Wes. Sie ist mit Captain Mike Sutton befreundet.

## Besetzung und Synchronisation
Die deutsche Synchronisation entstand unter der Dialogregie von Ulrike Lau nach dem Dialogbuch von Katrin Kabbathas durch die Synchronfirma Cinephon Filmproduktions GmbH in Berlin.
| Schauspieler/in  | Rollenname                      | Hauptrolle (Episoden) | Nebenrolle (Episoden) | Synchronsprecher/in |
| ---------------- | ------------------------------- | --------------------- | --------------------- | ------------------- |
| Michael Ealy     | Detective Travis Marks          | 1–12                  |                       | Felix Spieß         |
| Warren Kole      | Detective Wesley „Wes“ Mitchell | 1–12                  |                       | Rainer Fritzsche    |
| Sonya Walger     | Dr. Emma Ryan                   | 1–12                  |                       | Melanie Hinze       |
| Jack McGee       | Captain Mike Sutton             | 1–12                  |                       | Uli Krohm           |
| Gary Grubbs      | Mr. Dumont                      |                       | 1–12                  | Frank-Otto Schenk   |
| Indigo           | Rozelle                         |                       | 1–12                  | Nadine Zaddam       |
| Yohance Myles    | Clyde                           |                       | 1–12                  | Peter Lontzek       |
| Vanessa Cloke    | Dakota                          |                       | 1–12                  | Nicole Hannak       |
| Alicia Coppola   | Jonelle, Gerichtsmedizinerin    |                       | 1–11                  | Diana Borgwardt     |
| Elizabeth Chomko | Alex MacFarland Mitchel         |                       | 1–8                   |                     |

## Ausstrahlung
Vereinigte Staaten
Eigentlich schon für Januar 2012 angekündigt, erfolgte die Erstausstrahlung der Serie erst ab dem 11. Mai 2012 auf dem Kabelsender USA Network. Dort liefen die zwölf Episoden der ersten Staffel bis zum 10. August 2012. Ende Oktober 2012 gab der Sender jedoch die Einstellung der Serie bekannt.
Deutschland
Die deutschsprachige Erstausstrahlung sendete der deutsche Privatsender Sat.1 vom 23. September bis zum 2. Dezember 2012 nach The Mentalist. Der Pay-TV-Sender AXN plant die Serie ab dem 6. August 2014 jeden Mittwoch in Doppelfolgen auszustrahlen. 2017 strahlt Kabel Eins die 12 Episoden aus.

## Episodenliste
| Nr. | Deutscher Titel              | Originaltitel       | Erstausstrahlung USA | Deutschsprachige Erstausstrahlung (D) | Regie          | Drehbuch                              |
| --- | ---------------------------- | ------------------- | -------------------- | ------------------------------------- | -------------- | ------------------------------------- |
| 1   | Paartherapie                 | Pilot               | 11. Mai 2012         | 23. Sep. 2012                         | Jon Turteltaub | Marianne Wibberley & Cormac Wibberley |
| 2   | Kontrollverlust              | Ride-Along          | 18. Mai 2012         | 30. Sep. 2012                         | Dermott Downs  | Marianne Wibberley & Cormac Wibberley |
| 3   | Seelenverwandte              | Soul Mates          | 1. Juni 2012         | 7. Okt. 2012                          | Aaron Lipstadt | Pamela Davis                          |
| 4   | Der Ex-Faktor                | Ex-Factor           | 8. Juni 2012         | 14. Okt. 2012                         | Mel Damski     | Matt Ward                             |
| 5   | V wie Vertrauen              | The T Word          | 15. Juni 2012        | 21. Okt. 2012                         | John Scott     | Douglas Petrie & Tim Talbott          |
| 6   | Versagensängste              | Performance Anxiety | 22. Juni 2012        | 28. Okt. 2012                         | Larry Teng     | Craig Sweeny                          |
| 7   | Rollentausch                 | Role Play           | 29. Juni 2012        | 4. Nov. 2012                          | Marc Roskin    | Jeff Lowell                           |
| 8   | Gemeinsames Sorgerecht       | Joint Custody       | 13. Juli 2012        | 11. Nov. 2012                         | Stephen Surjik | Craig Sweeny & Matt Ward              |
| 9   | Ein seltsames Paar           | Odd Couples         | 20. Juli 2012        | 18. Nov. 2012                         | Mike Smith     | Jeff Lowell                           |
| 10  | Gute und schlechte Vorbilder | In-Laws vs. Outlaws | 27. Juli 2012        | 25. Nov. 2012                         | Stephen Surjik | Tim Talbott                           |
| 11  | Ein Interessenskonflikt      | Hot for Teacher     | 3. Aug. 2012         | 2. Dez. 2012                          | Seith Mann     | Craig Sweeny & John McNamara          |
| 12  | Geheilt?                     | Gun!                | 10. Aug. 2012        | 2. Dez. 2012                          | John Behring   | Craig Sweeny                          |

## Rezeption
Die erste Staffel der Serie hat bei Metacritic ein Metascore von 54/100 basierend auf 19 Rezensionen.